# Келлі-Ридж (Каліфорнія)
Келлі-Ридж (англ. Kelly Ridge) — переписна місцевість (CDP) в США, в окрузі Б'ютт штату Каліфорнія. Населення — 3006 осіб (2020).

## Географія
Келлі-Ридж розташоване за координатами 39°31′44″ пн. ш. 121°27′59″ зх. д. / 39.52889° пн. ш. 121.46639° зх. д. (39.528803, -121.466259).  За даними Бюро перепису населення США в 2010 році переписна місцевість мала площу 5,05 км², уся площа — суходіл.

## Демографія
Згідно з переписом 2010 року, у переписній місцевості мешкали 2544 особи в 1224 домогосподарствах у складі 739 родин. Густота населення становила 503 особи/км².  Було 1430 помешкань (283/км²).
Расовий склад населення:
| - 89,9 % — білих - 2,2 % — корінних американців - 1,4 % — азіатів - 0,8 % — чорних або афроамериканців - 0,3 % — вихідців з тихоокеанських островів - 1,7 % — осіб інших рас |

До двох чи більше рас належало 3,8 %. Частка іспаномовних становила 8,0 % від усіх жителів.
За віковим діапазоном населення розподілялося таким чином: 13,2 % — особи молодші 18 років, 49,8 % — особи у віці 18—64 років, 37,0 % — особи у віці 65 років та старші. Медіана віку мешканця становила 57,4 року. На 100 осіб жіночої статі у переписній місцевості припадало 91,6 чоловіків;  на 100 жінок у віці від 18 років та старших — 89,8 чоловіків також старших 18 років.
Середній дохід на одне домашнє господарство  становив 50 951 долар США (медіана — 38 253), а середній дохід на одну сім'ю — 59 567 доларів (медіана — 48 063). За межею бідності перебувало 11,4 % осіб, у тому числі 9,9 % дітей у віці до 18 років та 7,5 % осіб у віці 65 років та старших.
Цивільне працевлаштоване населення становило 841 осіб. Основні галузі зайнятості: освіта, охорона здоров'я та соціальна допомога — 26,2 %, роздрібна торгівля — 21,6 %, мистецтво, розваги та відпочинок — 13,9 %, будівництво — 8,1 %.